# Хосе Мануель Маррокін
Хосе Мануель Каетано Маррокін Рікаурте (ісп. Jose Manuel Cayetano Marroquín Ricaurte; 6 серпня 1827 — 19 вересня 1908) — колумбійський філософ, поет, письменник, науковець і політик, четвертий президент Колумбії.

## Біографія
Народився 1827 року в Боготі. Вивчав літературу та філософію в столичній Семінарії. Здобув юридичну освіту, закінчивши Коледж святого Варфоломія.
Згодом став професором літератури й філософії в Університеті Росаріо, а невдовзі зайняв пост його ректора. Ще пізніше він разом із Мігелем Антоніо Каро та Хосе Марією Вергарою заснував Колумбійську академію мови, першим ректором якої став Маррокін. Протягом свого життя він написав кілька романів, поем, оповідань, есе, а також опублікував підручники з граматики, філології й орфографії.
У другій половині XIX століття Маррокін приєднався до Консервативної партії та був обраний до Конгресу, а пізніше — до Сенату. Згодом зайняв пост міністра освіти. 1998 року його було обрано на посаду віцепрезидента Колумбії, а 1900 року, після державного перевороту, став президентом країни.
Початок його президентських повноважень припав на розпал громадянської війни, що тривала в Колумбії від 1899 року. Прагнучи припинити кровопролиття, Маррокін у червні 1902 року запропонував лібералам перемир'я, проте вони його відхилили. За три роки кривавих боїв війну все ж було завершено: спочатку припинились бойові дії в Боліварі, потім — у Маґдалені та, зрештою, 21 листопада 1902 року — в усій країні.
В листопаді 1903 року Панама за підтримки Сполучених Штатів Америки заявила про свій вихід зі складу Колумбії. Президент США Теодор Рузвельт одним із перших визнав нову державу та заявив, що не терпітиме присутності колумбійських військ на території Панами. Таким чином Сполучені Штати отримали майже повний контроль над Панамським каналом.
В серпні 1904 року завершився термін президентських повноважень Маррокіна, й він вийшов у відставку. Помер 1908 року в Боготі.